# Ursula Enseleit
Ursula Enseleit (* 25. Juli 1911 in Wenzken, Kreis Angerburg als Ursula Riel; † 8. August 1997 in Mainz) war eine deutsche Bildhauerin und Lyrikerin.

## Leben
Aufgewachsen in Kutten, ergriff sie den Beruf einer Lehrerin. Sie unterrichtete an einer Schule in Goldap und besuchte nach der Vertreibung nach Ende des Zweiten Weltkrieges das Pädagogische Institut in Magdeburg.
1950 kam sie nach Westdeutschland und studierte an der Landeskunsthochschule in Mainz. Es entstanden erste Zeichnungen und Dichtungen, Studienreisen führten durch Deutschland und in das Ausland. 
In ihren Porträts ging sie sparsam mit Ausdrucksmitteln um. Mit nur wenigen Strichen umriss sie das Wesentliche.
Eines ihrer bekanntesten bildhauerischen Werke ist die im Rathaus von Bad Mergentheim stehende Bronzestatue Quattuorvirat mit den Köpfen von Georg Forster, Andreas Schlüter, Bogumil Goltz und Arthur Schopenhauer, die auf einem Unterbau, der eine Sumpfweide symbolisiert, ruhen.

## Auszeichnungen
- Förderpreis für Plastik des Landes Rheinland-Pfalz
- Angerburger Literaturpreis des Patenkreises Rotenburg (Wümme) 1966 und 1980
- Kulturpreis der Landsmannschaft Ostpreußen für Bildende Kunst 1978

## Werke
- Ungerupft, Verlag Rautenberg, Leer (Ostfriesl.), 1967
- Singende Säge, Gedichte und Zeichnungen, Verlag Graphikum Mock, München, 1973
- Das Flammende Herz, Gedichte und Bilder, handgedrucktes Taschenbuch auf Eiderdruckpapier und Burga-Bütten, Selbstverlag, 1975
- Keitelkahn, Gedichte und Zeichnungen, Verlag Graphikum Mock, München, 1978